# Nicolás Sartorius
Nicolás Sartorius y Álvarez de las Asturias Bohorques (San Sebastián, 4 de mayo de 1938), es un abogado, político y periodista español. 

## Biografía
Hijo de los condes de San Luis, y hermano del diplomático Fernando Sartorius, estudió Derecho en la Universidad Complutense de Madrid. Activo militante antifranquista. Durante su época de estudiante, se enroló en la Nueva Izquierda Universitaria, que era la sección universitaria del Frente de Liberación Popular y en 1961 se afilió al Partido Comunista de España (PCE). Fue cofundador del sindicato de trabajadores Comisiones Obreras (CC. OO.). Fue detenido y condenado en varias ocasiones por su militancia política y sindical durante la dictadura franquista e imputado en el conocido Proceso 1001. En total pasó seis años recluido en prisión. Fue miembro del Secretariado, el Comité Ejecutivo y el Comité Central del PCE.

## Trayectoria política
Participó activamente desde CC. OO. en las negociaciones políticas durante la Transición española y fue Diputado al Congreso por Madrid en la I, III y IV legislatura por Partido Comunista de España e Izquierda Unida (IU), llegando a ser portavoz de la misma. Después se unió a la corriente Nueva Izquierda que terminó por constituirse en partido político como Partido Democrático de la Nueva Izquierda, la mayor parte de cuyos afiliados terminó por integrarse en el PSOE.
Desde el abandono de IU se ha dedicado a escribir artículos y libros sobre historia contemporánea de España, la mayoría en relación con el periodo de la Transición española. 
Se incorporó a la Fundación Alternativas, de la cual fue durante 20 años vicepresidente ejecutivo. En septiembre de 2018 renunció a su puesto siendo sustituido por Diego López Garrido. La fundación anunció que crearía un Consejo Asesor que presidiría Sartorius.
En su labor como periodista colabora habitualmente en el diario El País y en el programa Hoy por hoy de la Cadena SER.
Ha escrito un ensayo histórico junto con Alberto Sabio, El final de la dictadura. La conquista de la democracia en España (Madrid, 2007). En el año 2018 ha publicado La manipulación del lenguaje, en el que ha puesto de manifiesto el mal uso del lenguaje y de algunos conceptos acuñados a lo largo de la historia, tanto por los políticos, como por los medios de comunicación o la sociedad en general, seleccionando los términos que para él son los más representativos procedentes de los ámbitos político, social y económico, y disponiéndolos en forma de diccionario (preso político, democracia, dictadura, Régimen del 78, exiliado político, soberanía, independencia o represión).

## Libros
- La democracia expansiva (o como ir superando el capitalismo) (Anagrama, 2024)